# Bieszczadzkie Anioły
Festiwal Sztuk Różnych „Bieszczadzkie Anioły” – organizowana przez Stowarzyszenie „Moje Bieszczady” kilkudniowa impreza odbywająca się w sierpniu w latach 2001–2009 w Bieszczadach w miejscowościach Cisna, Wetlina, Dołżyca.
Inicjatorem powstania festiwalu był Krzysztof Myszkowski, lider Starego Dobrego Małżeństwa. Swoją nazwę festiwal zawdzięcza tytułowi piosenki Bieszczadzkie Anioły, której autorem tekstu jest Adam Ziemianin, z albumu o takim samym tytule zespołu Stare Dobre Małżeństwo.
Pięć kolejnych edycji „Bieszczadzkich Aniołów” odbyło się w sercu Bieszczadów – na kempingu Górna Wetlinka. W roku 2006 koncert główny przeniesiono do Dołżycy k. Cisnej. We wrześniu 2008 roku, po niezwykle udanej ósmej edycji festiwalu, ku zaskoczeniu wszystkich, Krzysztof Myszkowski – twórca programu wszystkich ośmiu edycji festiwalowych – wycofał się ze współpracy ze Stowarzyszeniem „Moje Bieszczady” oraz z tworzenia festiwalu. Mimo tego w 2009 roku odbyła się dziewiąta edycja Bieszczadzkich Aniołów. Koncert główny miał miejsce tym razem w Cisnej.
W 2009 roku Stowarzyszenie „Moje Bieszczady” podjęło decyzję o rezygnacji z festiwalu „Bieszczadzkie Anioły”. 
W koncertach uczestniczyli wykonawcy wywodzący się z nurtu muzycznego zwanego „krainą łagodności”, „poezją śpiewaną” oraz piosenką turystyczną.
Na scenie festiwalu występowali Stare Dobre Małżeństwo – jako gospodarze imprezy oraz różnorodni wykonawcy, m.in.: Antonina Krzysztoń, Jerzy Bożyk, Andrzej Garczarek, Paweł Orkisz, Tadeusz Woźniak, Stanisław Sojka zespoły: Duchy, Wolna Grupa Bukowina, Bez Jacka, Czerwony Tulipan, Smak Jabłka, Słodki Całus Od Buby, Bohema, 4 Pory RoQ.
W ramach imprezy odbyły się również spotkania autorskie polskich poetów (m.in. Adama Ziemianina czy Józefa Barana), a także Turniej Jednego Wiersza „Bieszczadzkie Dusioły” oraz Konkurs Piosenki Bieszczadzkiej i Turystycznej, w których miały szansę zaprezentować się młodzi twórcy. Częścią festiwalu były również Targi Rękodzieła Artystycznego.